# Jean Alexandre Buchon
Jean Alexandre Buchon (* 21. Mai 1791 in Menetou-Salon, Département Cher; † 29. April 1846 in Paris) war ein französischer Geschichtsforscher.

## Leben
Er trat früh als oppositioneller Journalist auf, weshalb seine ersten Schriften, zum Beispiel Vie de Tasse (Paris 1817), verboten wurden. 1821 hielt er Vorlesungen über die Geschichte der dramatischen Kunst in England.
Sodann bereiste er einen großen Teil Europas, um Materialien zu sammeln für eine Collection des chroniques nationales françaises, écrites en langue vulgaire du XIII. au XVI. siècle (Paris 1824–29, 47 Bände), die er mit den Chroniques de Froissart eröffnete (1824–26, 15 Bände). Zu vielen Chroniken und Geschichtsquellen schrieb er die nötigen Einleitungen. Ferner gab er die Chroniques étrangères relatives aux expéditions françaises pendant le XIII. siècle (Paris 1840) heraus. Durch die Esquisse des principaux faits de nos annales nationales du XIII. au XVII. siècle (Paris 1840) suchte er das Studium dieser Geschichtsquellen zu befördern.
Vom Ministerium Martignac wurde er 1828 zum Inspektor der Archive und Bibliotheken Frankreichs und 1829 zum Generalinspektor der Departemental- und Kommunalarchive ernannt, aber vom Ministerium Polignac wieder beseitigt. Daraufhin  widmete er sich ganz seinen Studien, bis er 1846 in Paris verstarb.

## Werke
Bemerkenswert ist seine Histoire populaire des Français (Paris 1832). Über seine Reisen berichtete er in Quelques souvenirs de courses en Suisse et dans le pays de Bade (Paris 1836) und La Grèce continentale et la Morée (Paris 1843). Griechenland insbesondere bereiste er für seine Recherches et matériaux pour servir à une histoire de la domination francaise dans les provinces démembrées de l’empire grec (Paris 1840); Nouvelles recherches historiques sur la principauté française de Morée (Paris 1845, 2 Bände). Auch die unvollendet gebliebene Histoire des conquètes et de l’établissement des Français dans les états de l’ancienne Grèce sous les Ville-Hardouin (Paris 1846, Band 1) hat hohen Wert. Die Histoire universelle des religions, théogonies, symboles, mystères, dogmes, etc. (Paris 1844–46, 5 Bände) wurde unter Buchons Leitung begonnen.
Dieser Artikel basiert auf einem gemeinfreien Text aus Meyers Konversations-Lexikon, 4. Auflage von 1888 bis 1890.
| Personendaten    | Personendaten                    |
| ---------------- | -------------------------------- |
| NAME             | Buchon, Jean Alexandre           |
| KURZBESCHREIBUNG | französischer Geschichtsforscher |
| GEBURTSDATUM     | 21. Mai 1791                     |
| GEBURTSORT       | Menetou-Salon, Cher              |
| STERBEDATUM      | 29. April 1846                   |
| STERBEORT        | Paris                            |